# Victory I
Die Victory I ist ein Kreuzfahrtschiff unter der Flagge der Bahamas. Bis 2024 wurde es als Ocean Voyager von dem in Fort Lauderdale im US-Bundesstaat Florida ansässigen Unternehmen American Queen Voyages für Kreuzfahrten auf den Großen Seen, dem Sankt-Lorenz-Strom und Neuengland und zur Yucatán-Halbinsel in Mexiko eingesetzt. American Queen Voyages stellte Anfang 2024 den Betrieb ein, seitdem fährt das Schiff wieder unter seinem alten Namen für Victory Cruise Lines.

## Geschichte
Das Schiff wurde als Cape May Light unter der Baunummer 242 auf der Werft Atlantic Marine in Jacksonville, Florida, für American Classic Voyages gebaut. Die Kiellegung fand im August 1999, der Stapellauf am 2. Juni 2000 statt. Das Schiff wurde am 12. April 2001 an die Reederei abgeliefert. Die Baukosten für das Schiff waren mit 37 Millionen US-Dollar veranschlagt und beliefen sich am Ende auf 37,9 Millionen US-Dollar. American Classic Voyages stellte das am 25. April 2001 in Alexandria getaufte und nach dem an der Südspitze New Jerseys liegenden Leuchtturm benannte Schiff am 5. Mai 2001 in Dienst. Die Reederei wollte das Schiff, dessen Form an die Paketschiffe des späten 19. Jahrhunderts erinnern soll, im Sommer auf den Großen Seen, im Frühling und Herbst entlang der US-Ostküste sowie in den Wintermonaten in der Karibik einsetzen, meldete aber nur wenige Monate nach der Ablieferung des Schiffes im Oktober 2001 Insolvenz an. Das Schiff wurde in Green Cove Springs am St. Johns River aufgelegt. Im Juni 2008 verkaufte die Maritime Administration des U.S. Department of Transportation das Schiff gemeinsam mit dem Schwesterschiff Cape Cod Light für zusammen 18 Millionen US-Dollar.
2010 wurde das Schiff zusammen mit der Ola Esmeralda im Hafen von Port-au-Prince auf Haiti als Hotelschiff für UN-Mitarbeiter genutzt, die dort infolge des Erdbebens im Januar für den Wiederaufbau eingesetzt wurden.
Im November 2011 diente das Schiff als Unterkunft für 240 Studenten des St. Mary’s College of Maryland in St. Marys City, nachdem deren Studentenwohnheim wegen Schimmelbefalls geschlossen worden war. Im Dezember 2011 wurde es in Charleston aufgelegt.
2015 wurde das Schiff als Saint Laurent von der Kreuzfahrtreederei Haimark Line für Kreuzfahrten auf den Großen Seen und dem Sankt-Lorenz-Strom sowie nach Kuba eingesetzt. Im Juni des Jahres kollidierte das Schiff auf dem Sankt-Lorenz-Seeweg mit einer Schleusenmauer und musste repariert werden. Die Kreuzfahrtreederei meldete im Oktober 2015 Insolvenz an und nannte den Ausfall des Schiffes als einen der Gründe. Ab Juli 2016 fuhr das Schiff als Victory I für Victory Cruise Lines, die es im gleichen Fahrtgebiet wie Haimark Line einsetzt. Nach einem Umbau im Jahr 2019 wurde das Schiff als Ocean Voyager von American Queen Voyages eingesetzt. American Queen Voyages stellte Anfang 2024 den Betrieb ein.
Mit der Reaktivierung von Victory Cruise Lines veranstaltete das Schiff, wieder als Victory I, im April 2025 seine erste Reise. Es soll am 27. April in Toronto offiziell getauft und in New England sowie auf den Großen Seen eingesetzt werden.
Zeitweise wurde das Schiff auch von Comfort at Sea als Hotelschiff für die Errichtung von Offshore-Windparks genutzt.

## Technische Daten und Ausstattung
Das Schiff wird von zwei Viertakt-Achtzylinder-Dieselmotoren des Herstellers Caterpillar (Typ: 3516 B) mit jeweils 1491 kW Leistung angetrieben. Die Motoren treiben zwei Ruderpropeller an. Das Schiff erreicht eine Geschwindigkeit von bis zu 14 kn. Es ist mit einem Bugstrahlruder mit rund 740 kW Leistung ausgerüstet. 
Für die Stromversorgung stehen zwei Generatoren, die von zwei Caterpillar-Hilfsdieseln angetrieben werden, sowie ein Caterpillar-Notgenerator zur Verfügung. Die Generatoren haben jeweils 1809 kW Leistung (Scheinleistung 2261 kVA), der Notgenerator 315 kW Leistung (Scheinleistung 394 kVA).
Das Schiff verfügt über sechs Decks, von denen fünf für Passagiere zugänglich sind. Für Passagiere stehen 101 Doppelkabinen zur Verfügung, so dass 202 Personen an Bord Platz finden. Alle Kabinen sind Außenkabinen. Für die Besatzungsmitglieder stehen sieben Einzelkabinen und 36 Doppelkabinen zur Verfügung.